# 신와 은행

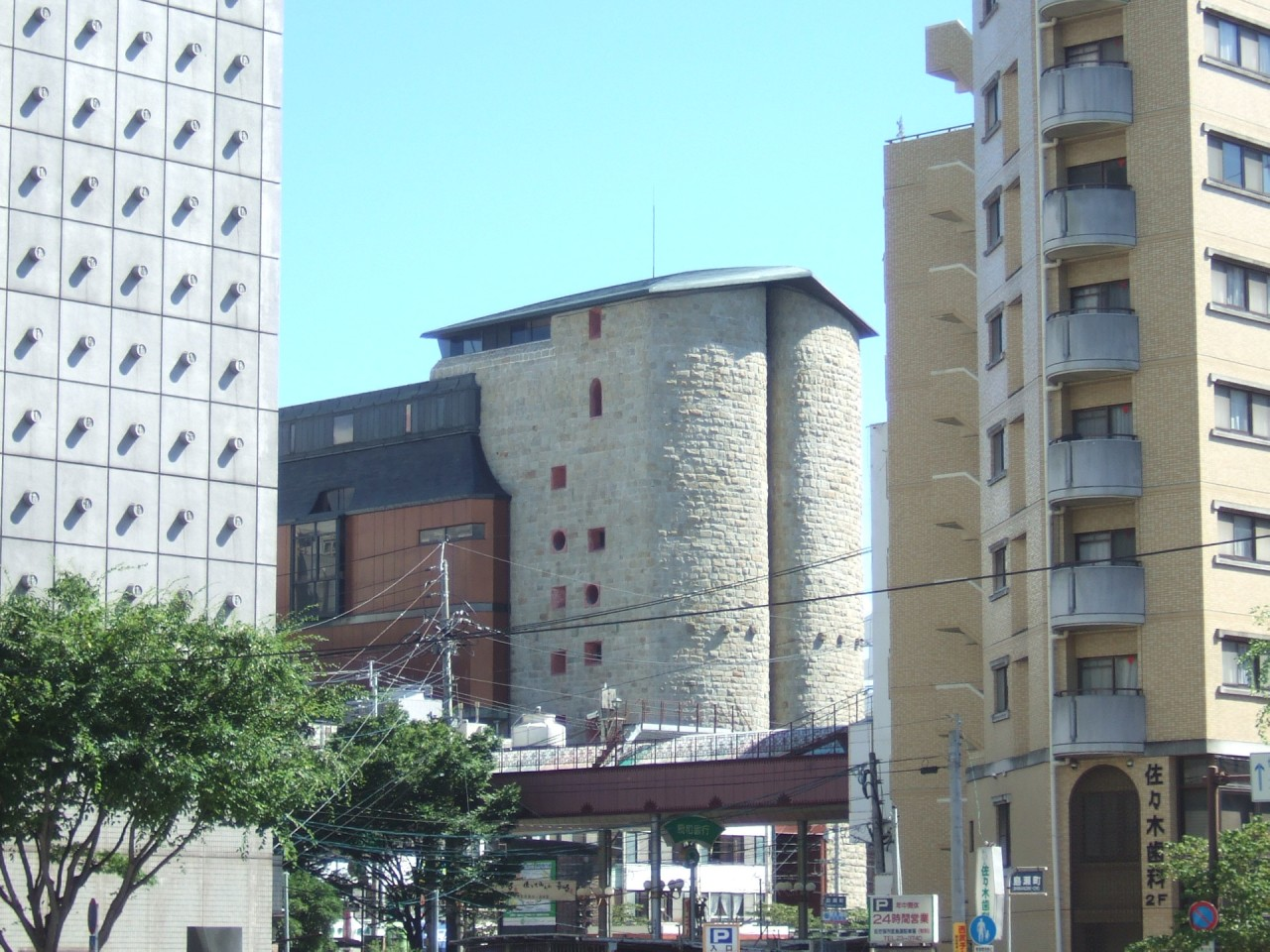
본점 건물에서 바라본 모습 (2010년 7월)

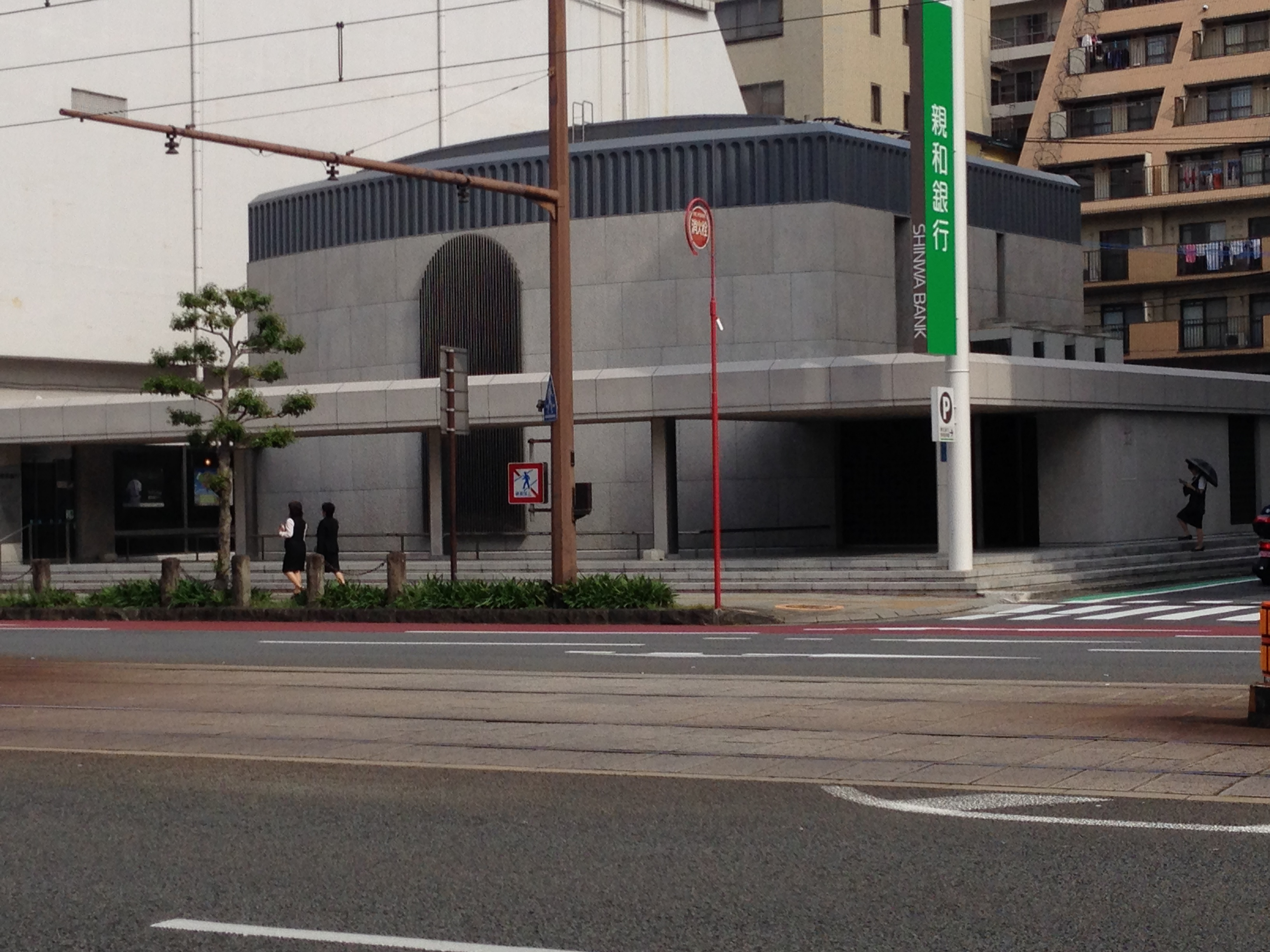
오하토지점 전경.

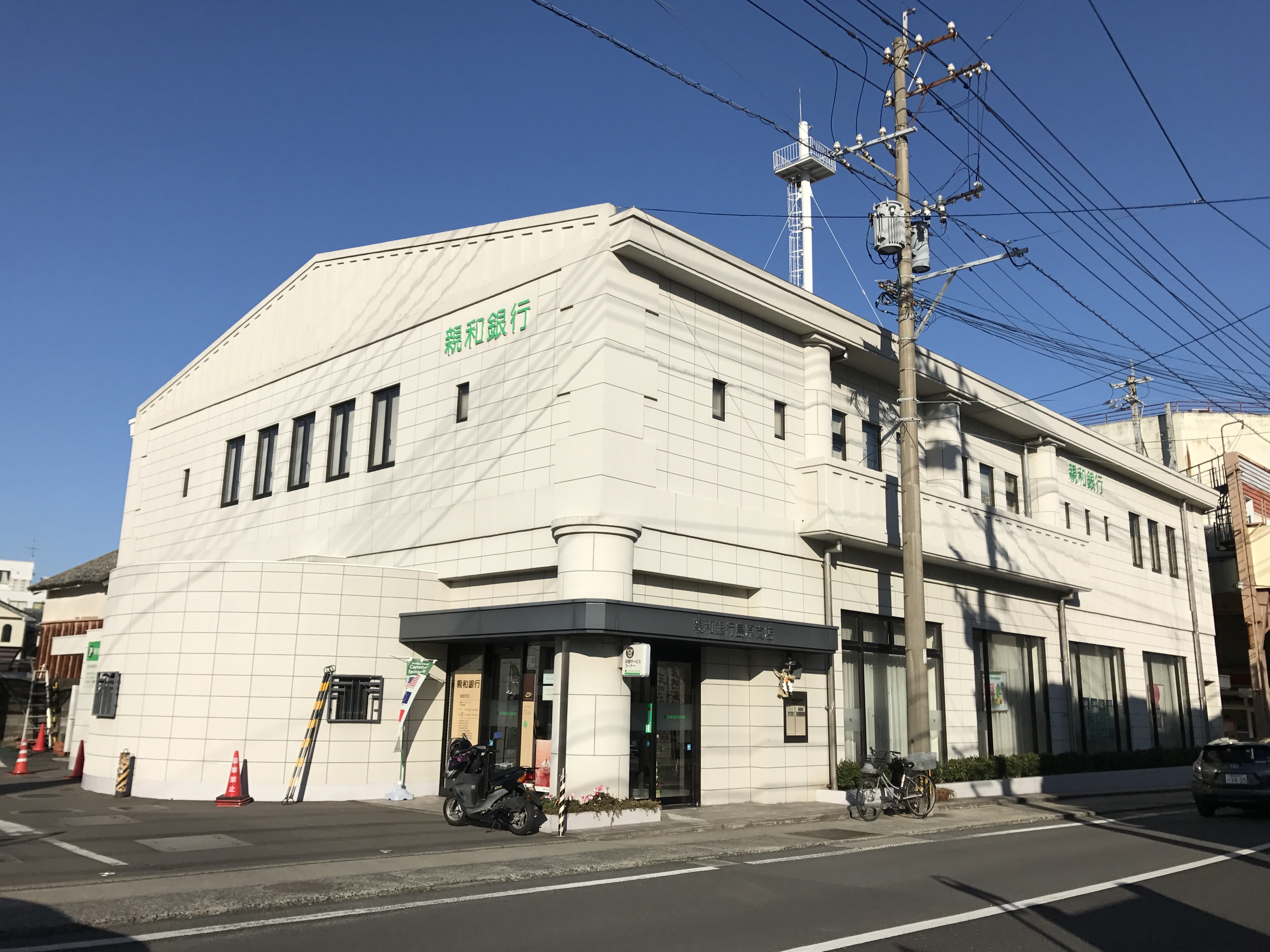
시마바라지점 전경.

신와 은행(일본어: 親和銀行 신와 긴코[*], The Shinwa Bank, Ltd.)은 일본 나가사키현 사세보시를 본거지로 하는 지방은행으로, 나가사키현을 관장하고 있는 지정금융기관에 속하고 있으며, 주하치 은행과 공동으로 이룬다. 2002년 4월 1일에는 규슈 신와 홀딩스가 설립됨과 동시에 완전 자회사가 되었다가 2007년 10월 1일부터 후쿠오카 파이낸셜 그룹의 완전 자회사에 편입되어 오늘에 이르고 있음과 동시에 로고타이프까지 뜯어고친 형태로 탈바꿈하였던 것으로 보인다.